# Clinton Road

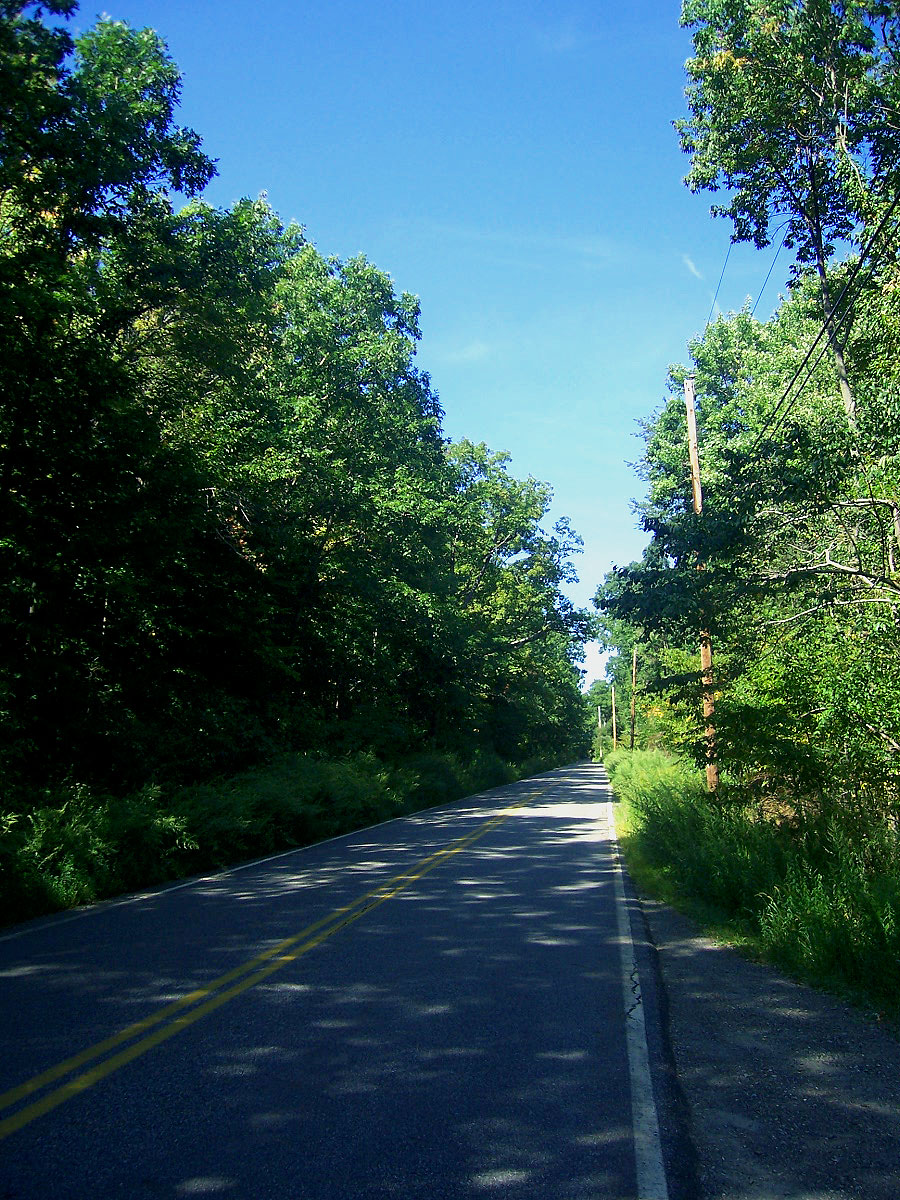
Clinton Road.

Clinton Road est une route située à West Milford, dans le comté de Passaic au New Jersey. Prenant globalement une direction nord-sud, elle part de la New Jersey Route 23 près de Newfoundland et continue 16 km jusqu'à sa fin près du lac Greenwood.
Il y a très peu de maisons le long de l'étroite route à deux voies, peu fréquentée.
La route et la zone autour d'elle sont notoires pour ses nombreuses légendes d'événements paranormaux tels que les observations de fantômes, de créatures étranges et de rassemblements de sorcières, satanistes et membres du Ku Klux Klan aussi du camion fantôme nommé le Ghost Truck.

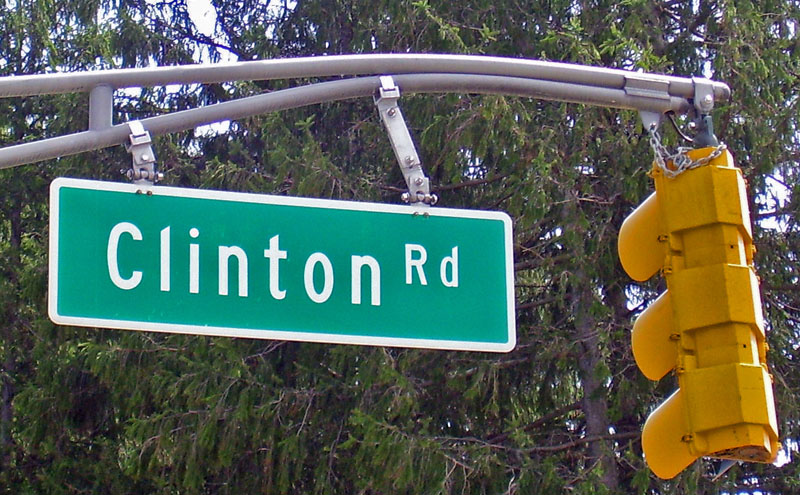
Clinton Road.